# 国立教育博物馆
国立教育博物馆（Musée national de l'Éducation）是法国诺曼底滨海塞纳省鲁昂的一个博物馆。它包含展览中心和资源中心两个部分。

## 历史
该馆由茹费理创建于1879年5月13日，最初设于巴黎波旁宫，1885年搬到路易-特威利尔街和盖-吕萨克街转角的一座大型建筑。1980年迁到鲁昂。

## 藏品
该博物馆拥有约95万件藏品，包括油画、版画、教材，课桌椅，玩具，以及著名人物的签名文件，涉及文艺复兴以来法国的教育史。 

## 展览中心
展览中心自1980年设于鲁昂历史中心Eau-de-Robec街185号的15世纪建筑，1961年9月25日列为法国历史古迹

## 资源中心
资源中心自2010年设于Bihorel街6号，面积2500平方米，由建筑师N.法赫米设计。

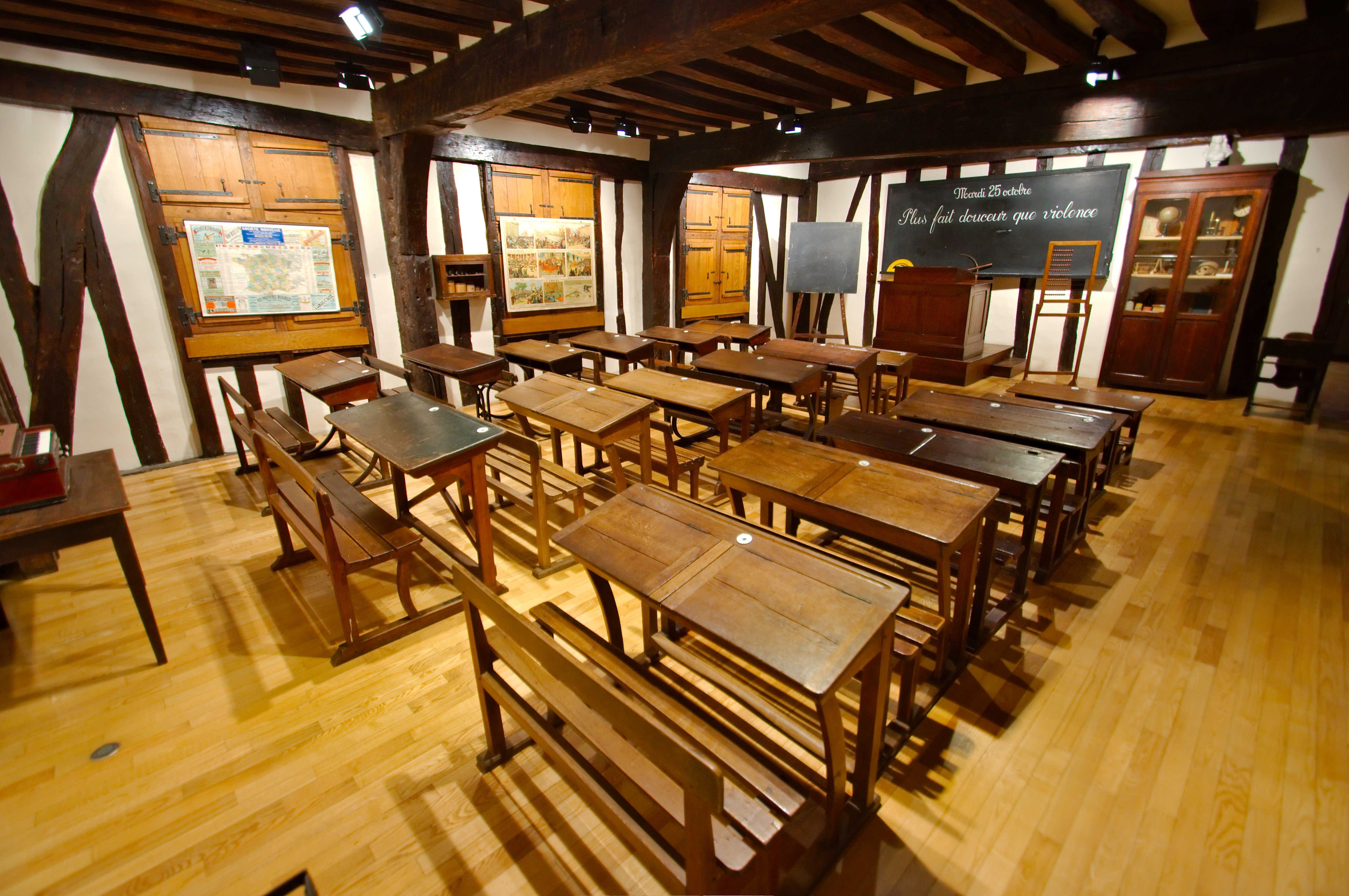
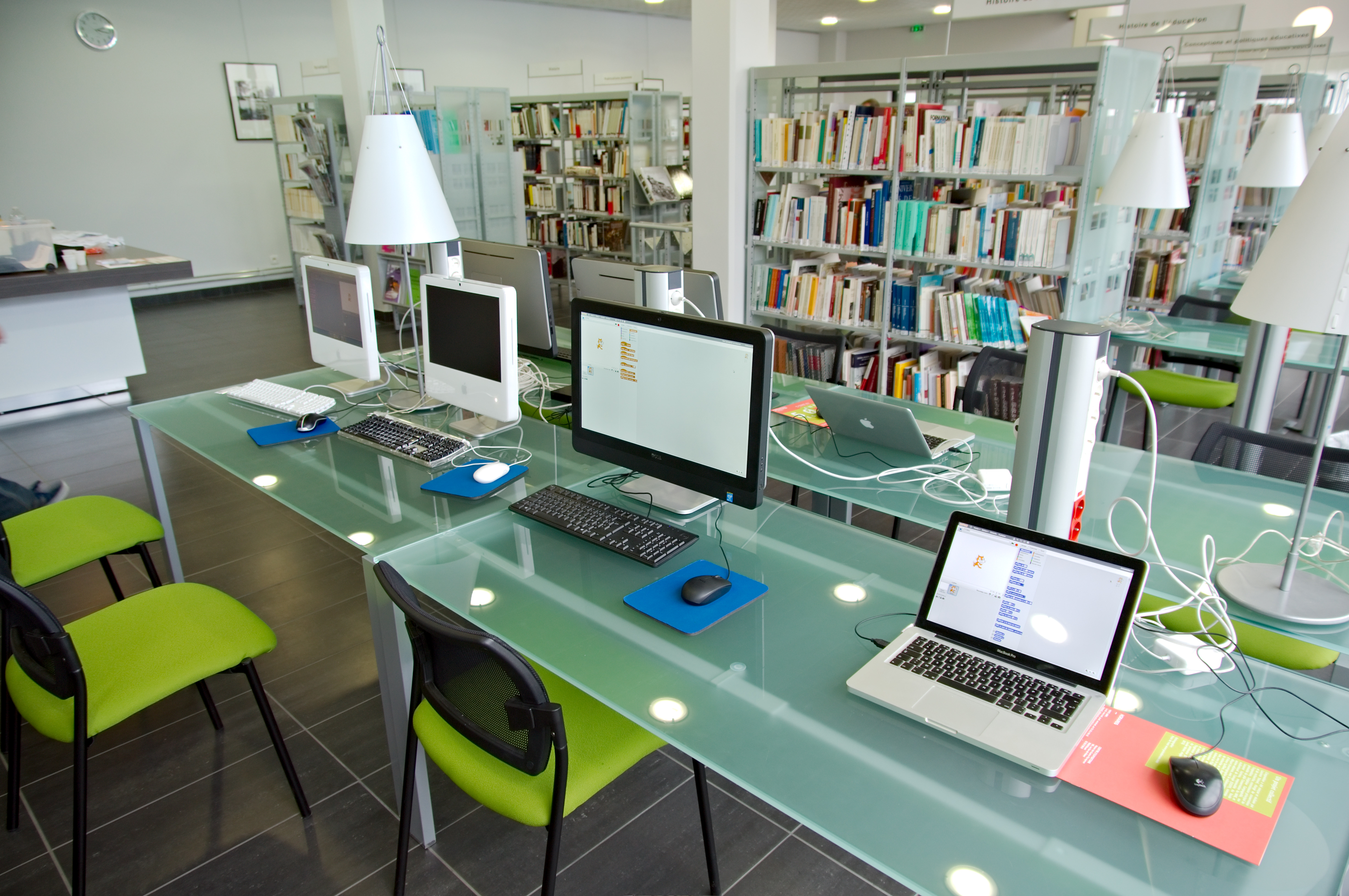
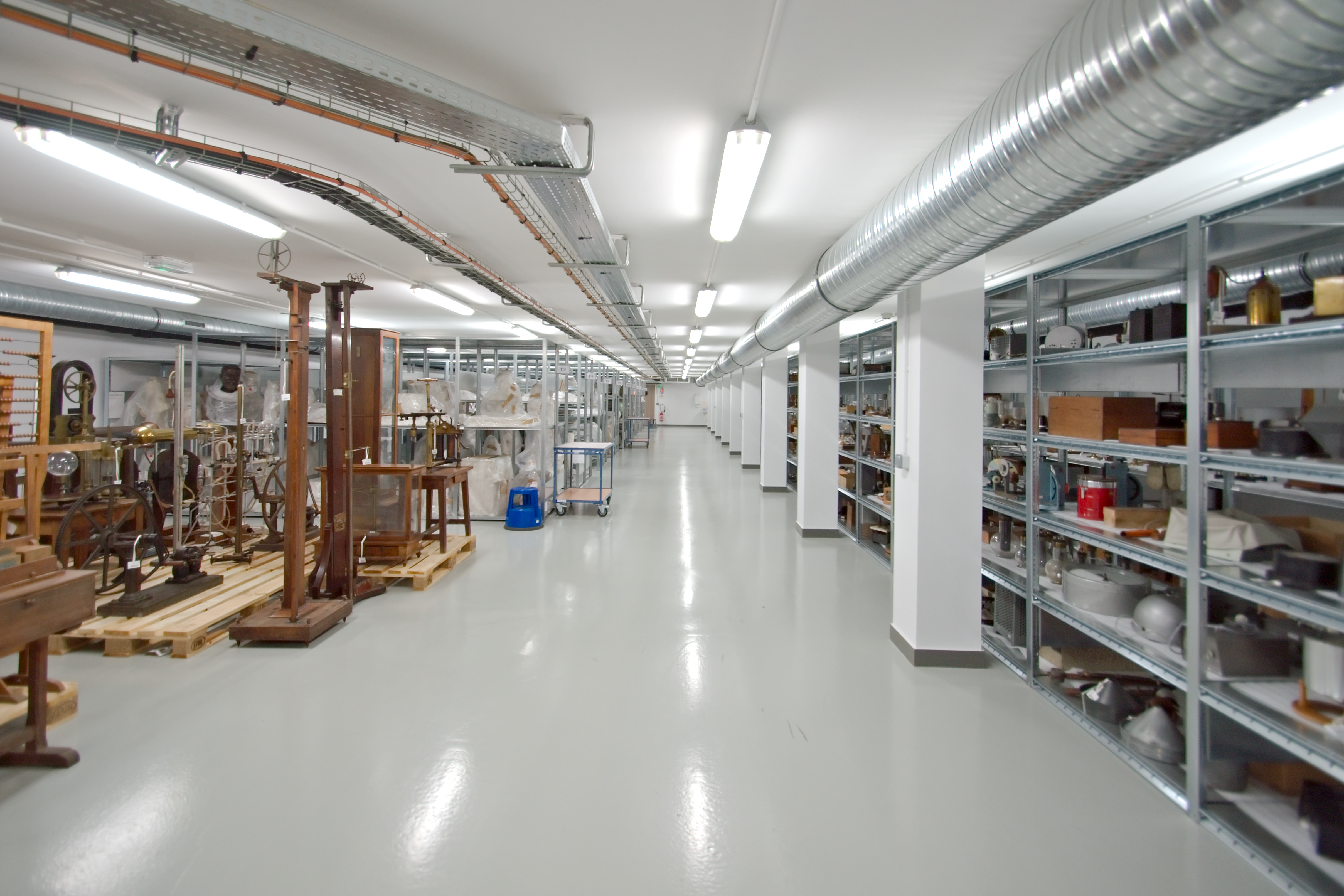